# 巴塔哥尼亞海馬
巴塔哥尼亞海馬為輻鰭魚綱棘背魚目海龍魚科的其中一種，分布於西南大西洋的阿根廷海域，屬肉食性，以小型甲殼類為食，卵胎生。